# Kyle Connor
Kyle Connor (Clinton Township, 9 dicembre 1996) è un hockeista su ghiaccio statunitense.

## Carriera
Dopo essere cresciuto negli Youngstown Phantoms, è approdato in NHL con i Winnipeg Jets nella stagione 2016/17. Dopo aver giocato per un periodo in AHL ai Manitoba Moose, ha fatto ritorno ai Winnipeg Jets in NHL nella stagione 2017/18.